# الخطوط الجوية المتحدة الرحلة 173
يونايتد إيرلاينز الرحلة 173 كانت رحلة بين مطار جون إف كينيدي الدولي، مدينة نيويورك، نيويورك ومطار بورتلاند الدولي، بورتلاند، أوريغون، في 28 ديسمبر 1978، طائرة دوغلاس دي سي-8 تحطمت في ضواحي مدينة بورتلاند.

## الحادث
أفادت تحقيقات المجلس الوطني لسلامة النقل أن الطاقم عندما قام بإنزال معدات الهبوط أعقبه سماع صوت قوي وبعض الاهتزازات، حيث أن العجلة اليمنى فشلت في النزول، لكنها في النهاية نزلت بواسطة الجاذبية، وفي قمرة القيادة لم يكن مؤشر معدات الهبوط يظهر أن المعدات في مكانها، وذلك أدى لاعتقاد الكابتن مالبورن ماكبروم أن العجلة اليمنى فشلت في الهبوط، فقام الكابتن بإلغاء الهبوط للقيام بحل المشكلة والإستعداد للهبوط الاضطراري.
لكن طاقم الطائرة انشغل بمشكلة معدات الهبوط ونسي حساب الوقود الكافي للهبوط، الأمر الذي أدى لنفاذ الوقود وتحطم الطائرة.